# Michael J. Garcia
Michael John Garcia (Nova York, 8 d'octubre de 1961) és un advocat, jutge i exfuncionari del govern dels Estats Units. Va exercir de fiscal federal al districte sud de Nova York des del 2005 fins al 2008 i va ocupar diversos càrrecs de responsabilitat al govern dels EUA. Des del 2016 és jutge associat al Tribunal d'Apel·lació de l'Estat de Nova York. Pel seu treball com a advocat auxiliar en diverses investigacions i processos de terrorisme, Michael J. Garcia va rebre tres distincions de la fiscalia general i la Agency Seal Medal de l'Agència Central d'Intel·ligència (CIA). També és conegut per ser l'autor del denominat Informe Garcia, nom donat al treball encarregat pel Comitè d'Ètica de la FIFA per a investigar l'adjudicació dels mundials de futbol de 2018 a Rússia i els de 2022 a Qatar.

## Trajectòria
Michael J. Garcia es va graduar a la Universitat Estatal de Nova York a Binghamton. Va obtenir el títol de Màster en Arts del College of William and Mary i el doctorat en dret a l'Albany Law School de la Union University.
Des del 1992 fins al 2001, va ser fiscal federal a l'oficina del fiscal dels Estats Units per al districte sud de Nova York. Durant aquest temps, va processar alguns dels casos més greus de terrorisme anteriors a l'11 de setembre del 2001, com ara els atacs al World Trade Center de 1993 o els atemptats terroristes a les ambaixades dels Estats Units de Kenya i Tanzània.
Abans d'incorporar-se a l'oficina del fiscal dels Estats Units al districte sud de Nova York el 1992, Garcia va ser secretari adjunt de la jutgessa Judith S. Kaye de la Court of Appeals de Nova York del 1990 al 1992 i va estar associat al despatx d'advocats de Manhattan, Cahill Gordon & Reindel, del 1989 al 1990.
Des d'agost de 2001 fins a novembre de 2002, va ser el màxim responsable federal de les lleis de control d'exportació de doble ús com a secretari adjunt de comerç per a l'aplicació d'exportació.
Des del desembre del 2002 fins al febrer del 2003, abans d'integrar-se al Departament de Seguretat Nacional, va exercir de comissari interí del Servei d'Immigració i Naturalització dels Estats Units (INS).
El novembre de 2003, sota l'administració del president George W. Busch, va ser proposat per al càrrec de Assistant Secretary of Commerce for Export Enforcement del Departament de Comerç dels Estats Units. El senat va confirmar el seu nomenament per unanimitat. Va exercir el càrrec fins al 2005.
De 2003 a 2006, va ser vicepresident de la Interpol per al continent americà.
El 2009 es va incorporar com a soci del bufet internacional d'advocats, Kirkland & Ellis i, el 2016, es va incorporar com a jutge associat al Tribunal d'Apel·lació de l'estat de Nova York.

### President de l'Òrgan d'Investigació del Comitè d'Ètica de la FIFA (2012-2014)
El 17 de juliol de 2012, arran de les reformes anticorrupció anunciades pel president de la FIFA, Sepp Blatter, l'organització va nomenar Garcia com a president de l'Òrgan d'Investigació del Comitè d'Ètica de la FIFA, mentre que el jutge alemany, Hans-Joachim Eckert, va ser nomenat president de l'Òrgan de Decisió del Comitè d'Ètica. Al reformat Comitè d'Ètica de la FIFA també se li va atorgar la potestat d'investigar retrospectivament casos antics.
L'agost de 2012, Garcia va declarar la seva intenció d'investigar el procés de licitació i adjudicació, pel comitè executiu de la FIFA, dels Mundials de 2018 i 2022 a Rússia i Qatar respectivament.
Garcia va lliurar el seu informe de 350 pàgines el setembre de 2014, però el president de l'Òrgan de Decisió, Hans-Joachim Eckert va anunciar que l'informe no es faria públic per motius legals.
El 13 de novembre de 2014, Eckert va publicar un resum de 42 pàgines de les seves conclusions després de revisar l'informe de Michael J. Garcia. El resum alliberava a Rússia i Qatar de qualsevol irregularitat durant la licitació per a les Copes del Món 2018 i 2022, deixant-los via lliure per organitzar els seus respectius mundials.
La FIFA va beneir «que s'hagués aconseguit un cert nivell d'acord», mentre que Associated Press publicava que el resum d'Eckert era qualificat pels crítics com a «blanqueig». Hores després que Eckert publiqués el seu resum, el mateix Garcia el va criticar per ser «materialment incomplet» amb «descripcions errònies dels fets i conclusions», alhora que declarava la seva intenció de recórrer al Comitè d'Apel·lació de la FIFA.
El 16 de desembre de 2014, el Comitè d'apel·lació de la FIFA va desestimar l'apel·lació de Garcia contra el sumari d'Eckert com a «no admissible». La FIFA també va declarar que el sumari d'Eckert no era «jurídicament vinculant ni apel·latiu». Un dia després, Garcia va renunciar al seu càrrec d'investigador en protesta per la conducta de la FIFA, al·legant una «falta de lideratge» i la pèrdua de confiança en la independència d'Eckert respecte de la FIFA.
El juny de 2015, les autoritats suïsses van dir que l'informe era de poc valor.
Garcia va demanar que la FIFA publiqués íntegrament el seu informe, però la FIFA el va mantenir en secret fins al 27 de juny de 2017 que, en saber que s'havia filtrat al diari alemany Bild i que aquest pensava publicar-lo per entregues, va decidir fer-lo públic.

### Premis i honors
Entre els premis i honors rebuts per Michael J. Garcia, destaquen els següents:
- 1994: Premi del Fiscal General al Servei Excepcional (pels treballs al judici de 1993–1994 a quatre acusats condemnats per l'atac terrorista de 1993 al World Trade Center)
- 1997: Premi del Fiscal General al Servei Excepcional (pels treballs al judici de 1996 a Ramzi Yousef i dos acusats més condemnats en la conspiració per a col·locar bombes a bord de 12 avions de passatgers nord-americans a l'Extrem Orient)
- 2002: Premi del Fiscal General al Servei Distingit (per la persecució amb èxit de quatre activistes d'Al-Qaeda condemnats pels bombardejos, l'any 1998, a les ambaixades dels Estats Units de Kènya i Tanzània.
- 2002: La Medalla del Segell de l'Agència Central d'Intel·ligència (pels seus esforços de coordinació amb els serveis d'intel·ligència en el cas dels bombardejos de les ambaixades dels EUA de 1998)